# 水牛行动

第4和第9軍團前後的戰線

水牛行动（德語：Operation Büffel）是1943年3月1日至22日期間，德國中央集團軍在東線進行的一系列局部撤退。這次行動消除了勒熱夫突出部，並將戰線縮短了230英里（370公里），撤出了21個師。撤軍的同時也伴隨著殘酷的安全行動，造成了大規模的破壞、將身體健全的人口驅逐出境作為奴役以及殺害平民。